# Ágios Panteleímon (Attique)
Ágios Panteleímon (en grec moderne : Άγιος Παντελεήμων) est un village de l'Attique, en Grèce, appartenant au dème de Marathon. Selon le recensement de 2011, sa population était de 1 591 habitants.